# Arnaldo Claro São Tiago
Arnaldo Claro São Thiago (São Francisco do Sul, 1 de julho de 1886 — Rio de Janeiro, 9 de abril de 1979) foi um político brasileiro.

## Biografia
Filho de Joaquim Antônio de São Tiago e de Clara Almeida São Thiago. Era sobrinho do ex-vice-governador de Santa Catarina Polidoro Olavo de São Tiago. 
Casou-se com Maria Eugênia de Oliveira, e deste consórcio nasceram o militar Arnaldo Filho, o médico homeopata e professor de química Lauro e outros dez filhos.
Em 1904, diplomou-se pela antiga Escola Normal Catarinense.
Foi fundador dos jornais A Folha do Comércio e O Município.
Integrou diversas instituições nacionais, como a Federação das Academias de Letras do Brasil, a Academia de Letras José de Alencar de Curitiba, o Instituto Histórico e Geográfico de Santa Catarina, a Sociedade Brasileira de Filosofia.
Foi membro fundador da cadeira 19 na Academia Catarinense de Letras, da qual seu pai é patrono.
Em 1944 concorreu para ser membro da Academia Brasileira de Letras, na vaga aberta por Clóvis Beviláqua. Tendo disputado a eleição com o jurista Povina Cavalcanti, o militar Afonso de Carvalho, o médico Luís Filipe Vieira Souto, Lamartine Mendes, e o escritor Carneiro Leão.

## Política
Foi deputado à Assembleia Legislativa de Santa Catarina na 8ª legislatura (1913 — 1915) e na 9ª legislatura (1916 — 1918).

## Obras
- Prelúdios (1914)
- Fagulhas (1927)
- Ruínas (1936)
- Escrínio d’alma (1944)
- Pórtico (1955)
- Últimos Cantos (1970)
- Lírica Espírita (1975)

## Representação na cultura
- É patrono da cadeira 34 na Academia Josefense de Letras
- É patrono da cadeira 18 na Academia de Letras de Biguaçu, a qual foi fundada por Fabiana de Oliveira Sandri